# Łuk (powieść)
Łuk – powieść autorstwa Juliusza Kadena-Bandrowskiego wydana przez Towarzystwo Wydawnicze w Warszawie w 1919.
Powieść powstała w czasie wolnym od obowiązków wojskowych autora, od końca 1917 do listopada 1918. Dotyczyła cywilnych aspektów tragedii wojny, która stanowiła tło dla wątków obyczajowych. Miejscem akcji jest Kraków doby I wojny światowej, a główną bohaterką kobieta, której mąż prawdopodobnie zginął na wojnie. Otoczona jest przez przedstawicieli intelektualnych elit miasta – profesorów, urzędników wyższego szczebla, czy dziennikarzy. Środowisko to ukazane zostało jako plotkarskie i małostkowe, a przy tym niezwykle koniunkturalne. Autor piętnuje galicyjski lojalizm elit, ich zachowawczość, posuwając się do niemalże karykaturalizmu. Gani dulszczyznę i brak zainteresowania podjęciem jakiegokolwiek patriotycznego ryzyka dla dobra Ojczyzny.
Wydanie powieści w 1919 stanowiło skandal środowiskowy, ponieważ część osób została bardzo łatwo rozpoznana.
Powieść jest stylistycznie jednorodna, dobrze portretuje postaci, choć nie wnosi wiele nowego do prozatorskiego kanonu autora. Reprezentuje coś pośredniego pomiędzy opartą na biografii konstrukcją czasu w Niezgule a niejasną, bezkształtną konstrukcją czasu w Generale Barczu. Krystyna Jakowska wskazała, że pierwszy raz w tej powieści dochodzi do głosu tak charakterystyczna dla Kadena forma nacechowania stylistycznego narracji „odautorskiej”, ale — co bardzo ważne i dotychczas nie zaobserwowane przez badaczy stylu Kadena — nacechowania bez motywacji mimetycznej. Tu upatrywalibyśmy wyjścia poza praktyki młodopolskie.
W 1987 r. powieść została zekranizowana przez Jerzego Domaradzkiego jako pełnometrażowy film fabularny zatytułowany Łuk Erosa.